# Blaurückenturako

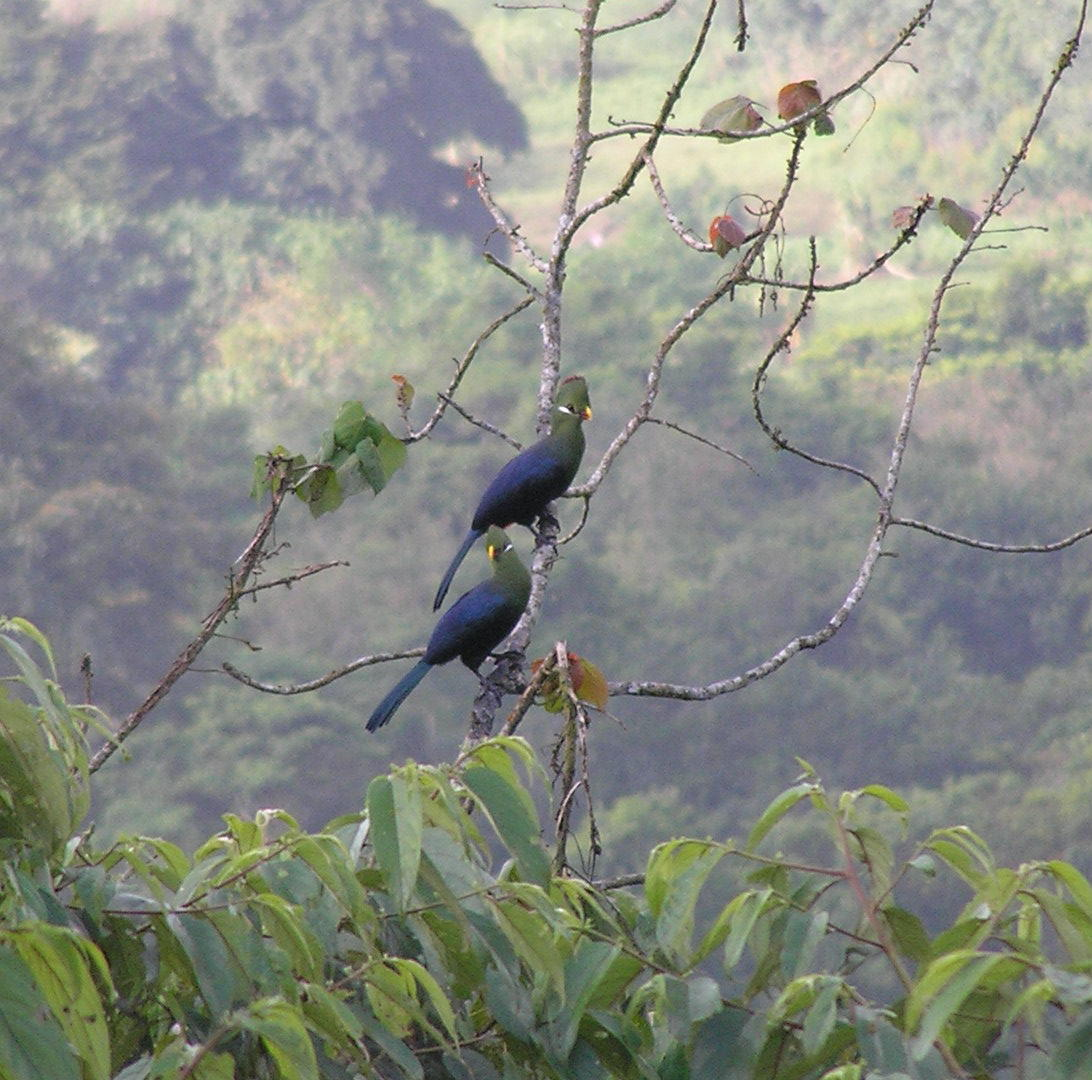
Blaurückenturako in Äquatorialguinea

Der Blaurückenturako (Tauraco macrorhynchus), manchmal auch als Großschnabelturako bezeichnet,  ist eine Vogelart aus der Gattung der Helmturakos (Tauraco) und gehört zu der Familie der Turakos (Musophagidae).

## Vorkommen

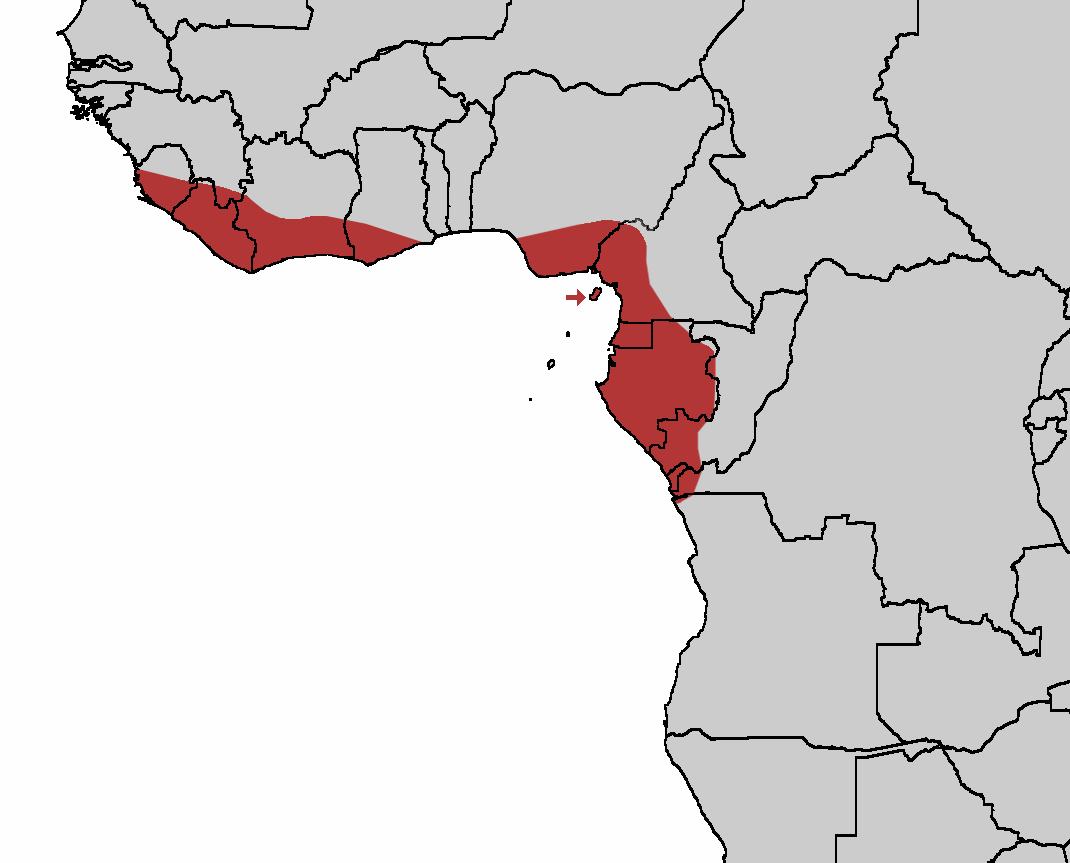
Verbreitung des Blaurückenturakos

Der Blaurückenturako kommt in Subsahara-Afrika von Angola, Kamerun, der Republik Kongo, der Demokratischen Republik Kongo, der Elfenbeinküste, Äquatorialguinea, Gabun, Ghana, Guinea, Liberia, Nigeria und Sierra Leone vor.
Der Lebensraum umfasst bevorzugt primären tropischen Regenwald im Tiefland, Bergwald, Galeriewald von Meeresspiegelhöhe bis 1600 m.
Die Art ist Standvogel.
Das Artepitheton kommt von altgriechisch μακρός makrós, deutsch ‚groß, lang‘ und altgriechisch ῥύγχος rhýnchos, deutsch ‚Schnabel‘.

## Beschreibung
Der Blaurückenturako ist 44–43 cm groß, das Männchen wiegt zwischen 261 und 272, das Weibchen zwischen 216 und 234 g. Kopf, Nacken und Brust sind grün, die helmartig gerundete Haube grün mit kastanienbraunen oder schwarz-weißen Spitzen. Flügeldecken, Oberseite bis Schwanz sind glänzend blauviolett, die Handschwingen und äußeren Armschwingen sind karminrot. Die Unterseite ist schwärzlich mit etwas Grün, die Unterschwanzdecken sind schwarz. Auffallend ist ein kleiner samtiger schwarzer Fleck unterhalb des Zügels, der nach hinten in eine sehr dünne schwarze Linie ausläuft. Darunter befindet sich ein breiter langer, bis zu den Ohrdecken reichender weißer Fleck. Die Augen sind braun mit breitem rotem Augenring und einer schmalen abgrenzenden schwarzen Linie. Der große Schnabel ist hellgelb mit etwas dunklerer Basis. Beine und Füße sind schwarz.
Er ähnelt dem sympatrischen Guineaturako (Tauraco persa), unterscheidet sich durch das Fehlen des weißen Unteraugenflecks, einer kürzeren Haube mit kastanienbraunen oder schwarz-weißen Spitzen und durch den überwiegend gelben, aufgrund fehlenden Federbusches an der Schnabelbasis größer wirkenden Schnabel.
Die Geschlechter unterscheiden sich nicht. Jungvögel sind matter gefärbt mit weniger Rot in den Schwingen und noch keinen angegrenzten Spitzen der Haube.

## Geografische Variation
Es werden folgende Unterarten anerkannt:
- T. m. macrorhynchus (Fraser, 1839), Nominatform –  Sierra Leone bis Ghana
- T. m. verreauxii – (Schlegel, 1854), – Nigeria, Kamerun und Äquatorialguinea einschließlich der Insel Bioko bis Gabun, das Kongobecken und Nordangola. Die Haube hat im hinteren Teil rötliche und schwarze Spitzen, die blauviolette Unterseite ist deutlich grün überhaucht. Möglicherweise handelt es sich um eine eigenständige Art.[7]

## Stimme
Der Ruf wird als sehr lange Folge von bis zu 55 Krächzlauten beschrieben, die anfangs schneller werden und mit einem einzelnen, kurzen Laut und einer langen Pause eröffnet werden.

## Lebensweise
Die Art ernährt sich von Früchten, auch von Samen und Schoten, Schnecken und Insekten.
Die Brutzeit liegt zwischen Dezember und Februar in Sierra Leone, zwischen Juni und August sowie zwischen Dezember und Januar in Kamerun und zwischen Mai und Juni, August und Dezember in Gabun. Das Nest besteht aus trockenen Zweigen gut versteckt in 7 bis 10 m Höhe. Das Gelege besteht aus 2 ovalen cremeweißen Eiern, die von beiden Elternvögeln ausgebrütet werden.

## Gefährdungssituation
Die Art gilt als nicht gefährdet (Least Concern).